# Saint-Hilaire-de-Brethmas
Saint-Hilaire-de-Brethmas – miejscowość i gmina we Francji, w regionie Oksytania, w departamencie Gard.
Według danych z 1990 r. gminę zamieszkiwało 3470 osób, a gęstość zaludnienia wynosiła 249 osób/km² (wśród 1545 gmin Langwedocji-Roussillon Saint-Hilaire-de-Brethmas plasuje się na 105. miejscu pod względem liczby ludności, natomiast pod względem powierzchni na miejscu 572.).